# 大波尔
大波尔（法語：Port-le-Grand）是法国皮卡第大区索姆省的一个市镇，属于阿布维尔区努维永县。该市镇2009年时的人口为283人。

## 人口
大波尔人口变化图示
| 数据来源：INSEE |